# Wolfgang von Polheim

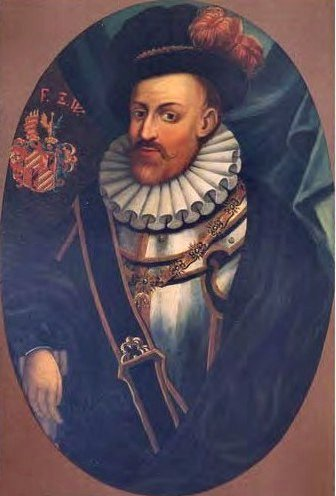
Wolfgang Freiherr von Polheim (1458–1512)

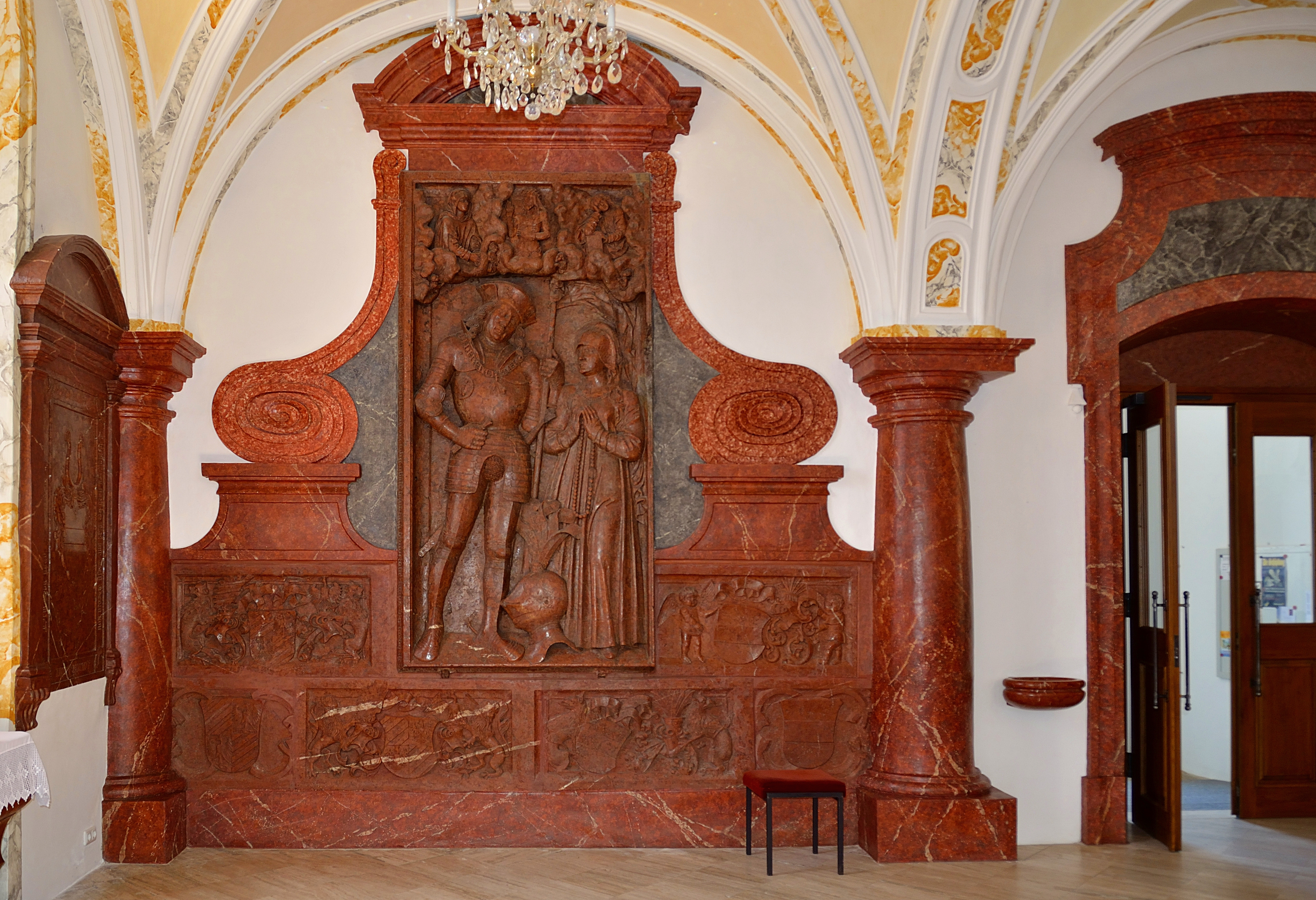
Epitaph Wolfgangs und seiner Frau Johanna in St. Anna, Oberthalheim

Wolfgang Freiherr von Polheim (* 31. Oktober 1458; † 11. November 1512) war ein österreichischer Adeliger und von 1501 bis zum Tode Oberhauptmann und Regent in den niederösterreichischen Landen.

## Leben und Wirken
Wolfgang von Pohlheim entstammte einem oberösterreichischen Adelsgeschlecht (Polheim-Wartenburg-Linie). Kaiser Friedrich III. ernannte ihn zum Rat und Kämmerer seines Sohnes Maximilian I., mit dem er 1477 in die Niederlande ging. Am 22. Jänner 1501 wurde er in den Freiherrnstand erhoben (Reichsfreiherr zu Polheim und Wartenburg) und am gleichen Tag zum Mitglied des Ordens vom Goldenen Vlies gewählt. Im April des gleichen Jahres wurde er zum Obersten Hauptmann und Regent von „Österreich unter der Enns“ ernannt.
Seit 1490 wurde Wolfgang von Polheim auch in diplomatischen Geschäften verwendet, namentlich als Werber Maximilians um die Hand der bretonischen Herzogin Anne de Bretagne. Er erschien, nachdem er zuvor einer kaiserlichen Gesandtschaft am französischen Hof angehört hatte, im Herbst 1490 in Rennes, wo der 13-jährigen Herzogin bereits mehrere Heiratsanträge vorlagen. Der „stattliche und gewandte“ Polheim und sein Begleiter Philipp de Vère verstanden es, die Prinzessin für den künftigen Kaiser einzunehmen, so dass schon am 19. Dezember 1490 die Vermählung des 31-jährigen Maximilian mit Anne per procurationem in der Kathedrale von Rennes stattfinden konnte, wobei Polheim die Rolle des Stellvertreters für Maximilian spielte. Es lag dem König viel daran, diese Hochzeit als eine nach allen Rechtsformen giltige darzustellen, so dass er durch Polheim den selbst in Fürstenhäusern nicht häufigen Akt der formellen Konsumation durchführen ließ. Zunächst nahm Polheim nach der kirchlichen Trauungszeremonie mit weiteren Abgeordneten seines Königs an einem Festmahl des bretonischen Hofs teil. Danach legte sich Anne mit entblößtem Unterschenkel in ein Prunkbett und deckte sich zu. Anschließend traten Mitglieder des herzoglichen Rats, Polheim und die anderen Gesandten Maximilians ein. Der in pelzverbrämte Samtkleider gehüllte Polheim krempelte seine Hose hoch und streckte sein entblößtes Bein protokollgemäß unter die Decke, um damit Anne zu berühren. Dabei hielt er die ihm vom Sekretär gereichte Prokurationsurkunde des deutschen Königs hoch, damit die Anwesenden die Echtheit des Dokuments prüfen konnten. Dadurch sollten sie später in der Lage sein zu bezeugen, dass alle für die Ferntrauung nötigen Riten strikt eingehalten wurden. Polheim kehrte hierauf mit der Meldung der geglückten Trauung zu Maximilian zurück.
Bei einem diplomatischen Aufenthalt am Hofe des französischen Königs Karl VIII. lernte er persönlich Franz von Paula kennen und gründete anschließend das erste Paulanerkloster in deutschen Landen in Oberthalheim bei Timelkam.
Wolfgang von Polheim vermählte sich 1494 mit Johanna von Borsselen (1476–1509), Tochter des Grafen Wolfhart VI. von Borsselen und der Charlotte de Bourbon (* wohl 1449, † 18. März 1478), Tochter von Ludwig III., Graf von Montpensier. Sein Sohn Cyriak von Polheim und dessen Nachkommen schlossen sich der Reformation an.
Wolfgang ist gemeinsam mit seiner Gemahlin in der ehemaligen Klosterkirche St.-Anna-Kirche in Oberthalheim begraben.